# Tanca de Troyes
Santa Tanca (? - 637) é uma santa Católica francesa.
Tanca nasceu em Troyes, França. Foi morta enquanto defendia sua virgindade, por isto foi martirizada.
Seu dia é celebrado em 10 de outubro.